# ۱۱۰۲ (میلادی)

## رویدادها
- زمین‌لرزه دامغان. گردکوه در منطقه دامغان شاهد رویداد زمین لرزه‌ای بود.

- ۲۸ فوریه: زمین‌لرزه هرات. شماری از خانه‌ها و ساختمان‌های دیگر در هرات در اثر زمین لرزه‌ای که به مسجد جامع نیز آسیب سنگینی رساند ویران شد و تلفاتی به بار آمد.